# Trophée des championnes
Pour les articles homonymes, voir Trophée des champions.
Le Trophée des championnes est une compétition organisée par la Fédération française de football (FFF) depuis 2019. En début de saison, ce match officiel oppose le champion de France en titre de Division 1 au vainqueur de la Coupe de France.
Ce trophée est conçu de la même manière que le Trophée des champions, organisé par la LFP, existant depuis 1955 pour les hommes.

## Histoire
L'organisation d'un Trophée des champions féminin est annoncée par Noël Le Graët, président de la FFF, lors de la 15e assemblée générale de la Fédération en juin 2018,.
La première édition est programmée pour le 21 septembre 2019, après adoption du calendrier 2019-2020 par le comité exécutif de la FFF,.
Le règlement est adopté le 8 juin 2019 par l'Assemblée fédérale de la FFF ; ainsi en cas de doublé Coupe-Championnat, le vice-champion de France affronte le club vainqueur du doublé.
La première édition a donc lieu en 2019, le 21 septembre, au stade de Roudourou à Guingamp. L'Olympique lyonnais, vainqueur du championnat et de la coupe de France, affronte le Paris Saint-Germain. Amel Majri ouvre le score pour Lyon à la 31e minute, avant l'égalisation de Nadia Nadim à la 42e minute. Les Lyonnaises dominent le match mais ne parviennent pas à reprendre l'avantage. Lors de la séance de tirs au but, la gardienne lyonnaise Sarah Bouhaddi réalise deux arrêts, offrant le titre à l'OL.
Lors de la deuxième édition, en 2022, les deux équipes se retrouvent. Lyon s'impose à nouveau, cette fois dans le temps réglementaire. Daniëlle van de Donk inscrit le seul but de la rencontre à la 13e minute, reprenant le ballon après une frappe de Delphine Cascarino détournée par la gardienne parisienne Lydia Williams.
Lors de la troisième édition, en 2023, l'OL et le PSG s'affrontent à nouveau, à Troyes. Lyon s'impose 2 à 0. Les buts sont marqués par Dumornay à la 35' et Le Sommer à la 67'. 

## Trophée
Le Trophée des championnes est composé de laiton. Il mesure 50 centimètres de haut et 35 cm de large, et pèse environ 5 kg. Il est constitué de plusieurs lames dessinant une couronne.

## Palmarès

### Palmarès par édition
| Édition | Vainqueur                                    | Finaliste                                    | Score                                        | Lieu                                         | Affluence                                    |
| ------- | -------------------------------------------- | -------------------------------------------- | -------------------------------------------- | -------------------------------------------- | -------------------------------------------- |
| 2019    | Olympique lyonnais                           | Paris Saint-Germain                          | 1 - 1 (4 - 3t. a. b.)                        | Stade de Roudourou, Guingamp                 | 12 558                                       |
| 2020    | Annulé en raison de la pandémie de Covid-19. | Annulé en raison de la pandémie de Covid-19. | Annulé en raison de la pandémie de Covid-19. | Annulé en raison de la pandémie de Covid-19. | Annulé en raison de la pandémie de Covid-19. |
| 2021    | Annulé en raison de la pandémie de Covid-19. | Annulé en raison de la pandémie de Covid-19. | Annulé en raison de la pandémie de Covid-19. | Annulé en raison de la pandémie de Covid-19. | Annulé en raison de la pandémie de Covid-19. |
| 2022    | Olympique lyonnais                           | Paris Saint-Germain                          | 1 - 0                                        | Stade Marcel-Tribut, Dunkerque               | 4 472                                        |
| 2023    | Olympique lyonnais                           | Paris Saint-Germain                          | 2 - 0                                        | Stade de l'Aube, Troyes                      | 5 283                                        |
| 2024    | Annulé.                                      | Annulé.                                      | Annulé.                                      | Annulé.                                      | Annulé.                                      |

### Palmarès par club
| Rang | Club                | Titres | Finales perdues |
| ---- | ------------------- | ------ | --------------- |
| 1    | Olympique lyonnais  | 3      | 0               |
| 2    | Paris Saint-Germain | 0      | 3               |

## Statistiques

### Meilleures buteuses
| Joueuse              | Club                | Buts |
| -------------------- | ------------------- | ---- |
| Melchie Dumornay     | Olympique lyonnais  | 1    |
| Eugénie Le Sommer    | Olympique lyonnais  | 1    |
| Amel Majri           | Olympique lyonnais  | 1    |
| Nadia Nadim          | Paris Saint-Germain | 1    |
| Daniëlle van de Donk | Olympique lyonnais  | 1    |